# Ільїнка (селище, Оршанський район)
Ільї́нка (рос. Ильинка, марій. Ильинка) — селище у складі Оршанського району Марій Ел, Росія. Входить до складу Великопольського сільського поселення.

## Населення
Населення — 184 особи (2010; 172 у 2002).
Національний склад (станом на 2002 рік):
- марійці — 67 %
- росіяни — 30 %